# Sinodo di Costantinopoli del 543
Il Sinodo di Costantinopoli del 543 fu una riunione del sinodo permanente del patriarcato, convocato per condannare Origene e le sue idee, e accompagnato da un editto di Giustiniano I nel 543 o 544. Le sue decisioni furono ratificate dal concilio ecumenico nel 553.
Un concetto di pre-esistenza fu avanzato da Origene, un padre della Chiesa vissuto tra il II e il III secolo. Origene credeva che ogni anima umana fosse stata creata da Dio in un momento precedente al concepimento. I teologi Tertulliano e Girolamo sostenevano rispettivamente il Traducianismo e il Creazionismo e il sinodo condannò le idee di Origene come anatema. Furono condannate come anatema anche le varie credenze di Origene, radicate nella sua teoria sull'origine e la destinazione dell'anima, principalmente l'apocatastasi, sia in riferimento a una restaurazione del mondo separata da un Giudizio finale, sia alla salvezza finale di tutte le anime prima della fine dei tempi.
Potrebbe anche essere stata collegata allo Scisma tricapitolino, una fase dello scisma calcedoniano.